# Bistum Bafatá
Das Bistum Bafatá (lat.: Dioecesis Bafatanus) ist eine in Guinea-Bissau gelegene römisch-katholische Diözese mit Sitz in Bafatá. Ihr Gebiet umfasst die Regionen Bafatá, Gabú, Quinara, Tombali und Bolama.

## Geschichte
Das Bistum Bafatá wurde am 13. März 2001 durch Papst Johannes Paul II. mit der Apostolischen Konstitution Cum ad fovendam aus Gebietsabtretungen des Bistums Bissau errichtet.

## Bischöfe
- Carlos Pedro Zilli PIME (2001–2021)
- Víctor Luís Quematcha OFM (seit 2025)